# 2017年冬季世界特殊奧林匹克運動會中華台北代表團
2017年冬季世界特殊奧林匹克運動會中華台北代表團是中華民國（台灣）以“中華台北”名義，參與在奧地利格拉茲、施拉德明及拉姆索舉行的2017年冬季世界特殊奧林匹克運動會。本屆賽會共參加4種賽事，總計選手40位，最終獲得16金11銀12銅，總共39面獎牌。

## 獎牌統計

### 獎牌項目
| 項目       | 金牌 | 銀牌 | 銅牌 | 總數 |
| ---------- | ---- | ---- | ---- | ---- |
| 競速滑冰   | 9    | 7    | 7    | 23   |
| 雪鞋       | 6    | 3    | 4    | 13   |
| 花式滑冰   | 1    | 0    | 1    | 2    |
| 地板曲棍球 | 0    | 1    | 0    | 1    |

## 運動員統計
| 项目       | 男子 | 女子 | 总计 |
| ---------- | ---- | ---- | ---- |
| 競速滑冰   | 6    | 6    | 12   |
| 雪鞋       | 6    | 6    | 12   |
| 花式滑冰   | 2    | 2    | 4    |
| 地板曲棍球 | 12   | 0    | 12   |
| 总计       | 26   | 14   | 40   |

## 競速滑冰
選手：林汶辰、張志丞、陳宏亮、秦瑞、史學霖、黃益恩、許秀娟、謝葦蓁、廖兆瀅、楊立渟、黃汩、吳姿燕

## 花式滑冰
選手：程銘哲、李亭誼、吳靜鳳、施冠宇

## 雪鞋
選手：賴玟溢、張豫銘、黃培杰、方柏翔、陳勇自、林昱廷、張曉娟、白芸瑄、杜淑娟、徐宜筠、張涵詠、王嘉慧

## 地板曲棍球
選手：胡志明、許益誠、董政宏、張明豪、葉政彣、林品辰、柯國隆、蘇崇驊、劉泓霖、鐘漢賢、蔡昭暐、蔡耀德

## 外部連結
- 2017年冬季世界特殊奧林匹克運動會-中華台北代表團（官方網站） （页面存档备份，存于）